# Сборная США по американскому футболу
Сборная США по американскому футболу (Англ. United States national American football team) представляет Соединённые Штаты на международных соревнованиях по американскому футболу . По состоянию на 2020 она занимает первое место в международном рейтинге сборных американского футбола. Сборная США контролируется USA Football и признана Международной федерацией американского футбола.
Сборная США считается самой успешной командой на чемпионате мира по американскому футболу: она выиграла все три участия. Она также превзошла своих оппонентов со счётом 523:78, при этом средний отрыв от соперника составил 40,5 очков. Свое первое поражение сборная США потерпела в 2017 году.

## Допускаемые игроки
USA football хочет, чтобы игроками сборной США чаще были непрофессиональные игроки, нежели профессиональные. Действует ряд ограничений, не позволяющих участвовать за сборную США отдельным категориям игроков в американский футбол в Соединенных Штатах, например:
- Не допускаются профессиональные игроки из НФЛ или Канадской лиги;
- Игрок должен окончить колледж. Игроки, обучающиеся в колледже на момент вызова в сборную, не имеют права участвовать;
- Игрокам требуется представлять все уровни легкой атлетики NCAA, а не только Колледжский футбол.

Считается, что такие критерии отбора должны сделать международные турниры более конкурентоспособными.

## Результаты на турнирах
| Чемпионат мира | Чемпионат мира       | Чемпионат мира       | Чемпионат мира       | Чемпионат мира       | Чемпионат мира       | Чемпионат мира       | Чемпионат мира       | Чемпионат мира       |
| Год            | Раунд                | Место                | И                    | В                    | Н                    | П                    | ГЗ                   | ГП                   |
| -------------- | -------------------- | -------------------- | -------------------- | -------------------- | -------------------- | -------------------- | -------------------- | -------------------- |
| 1999           | не принимали участие | не принимали участие | не принимали участие | не принимали участие | не принимали участие | не принимали участие | не принимали участие | не принимали участие |
| 2003           | не принимали участие | не принимали участие | не принимали участие | не принимали участие | не принимали участие | не принимали участие | не принимали участие | не принимали участие |
| 2007           | чемпионы             | 1-е                  | 3                    | 3                    | 0                    | 0                    | 133                  | 27                   |
| 2011           | чемпионы             | 1-е                  | 4                    | 4                    | 0                    | 0                    | 176                  | 21                   |
| 2015           | чемпионы             | 1-е                  | 4                    | 4                    | 0                    | 0                    | 214                  | 36                   |